# Lucius Aebutius Helva
Lucius Aebutius Helva (* um 500 v. Chr.; † 463 v. Chr.) war im Jahr 463 v. Chr. Konsul der Römischen Republik. Sein Amtskollege war Publius Servilius Priscus. Aebutius soll im selben Jahr an der Pest gestorben sein.
Sein Cognomen ist bei Diodor und im Chronograph von 354 belegt; nach anderen hieß er Albus oder Φλάβου. Titus Livius, Cassiodor, Orosius und Dionysios von Halikarnassos nennen ihn ohne Cognomen. Letzterer nennt ihn an anderer Stelle Lucius Fabius.